# Netelia sikkimensis
Netelia sikkimensis là một loài tò vò trong họ Ichneumonidae.